# Sphex tanoi
Sphex tanoi là một loài côn trùng cánh màng trong họ Sphecidae, thuộc chi Sphex. Loài này được Tsuneki miêu tả khoa học đầu tiên năm 1974.